# Ariolica pulchella
Ariolica pulchella är en fjärilsart som beskrevs av Henry John Elwes 1890. Ariolica pulchella ingår i släktet Ariolica och familjen trågspinnare. Inga underarter finns listade i Catalogue of Life.